# Jihoafrická národní galerie Iziko
Jihoafrická národní galerie Iziko (anglicky Iziko South African National Gallery) je umělecké muzeum v Kapském Městě, součást skupiny muzeí Iziko. Národní sbírka umění byla založena roku 1872 a současná budova muzea byla otevřena roku 1930. Sbírky obsahují především nizozemské, francouzské a britské umění od 17. do 19. století.

## Vybraná sbírková díla

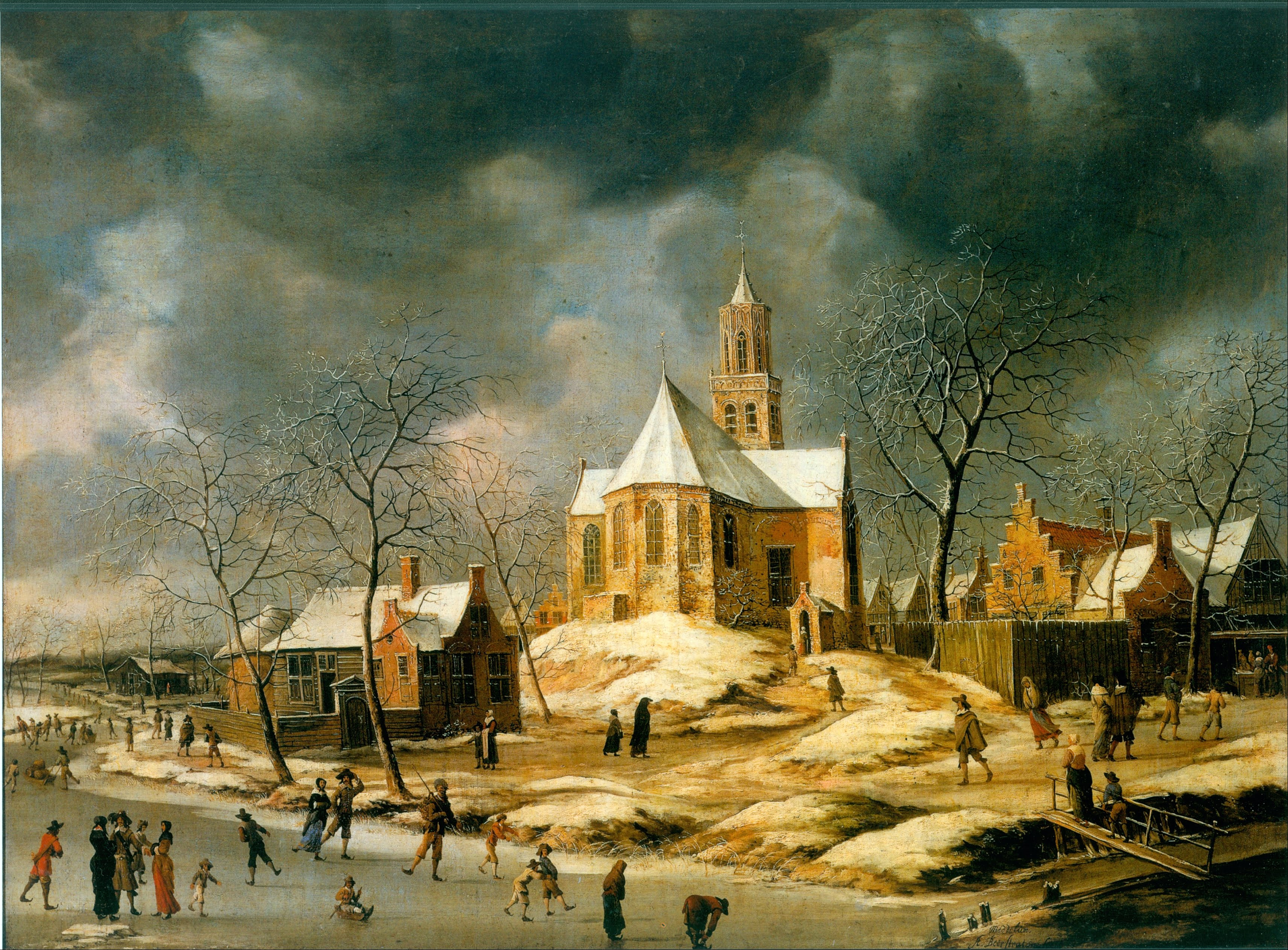
Abraham Van Beerstraten
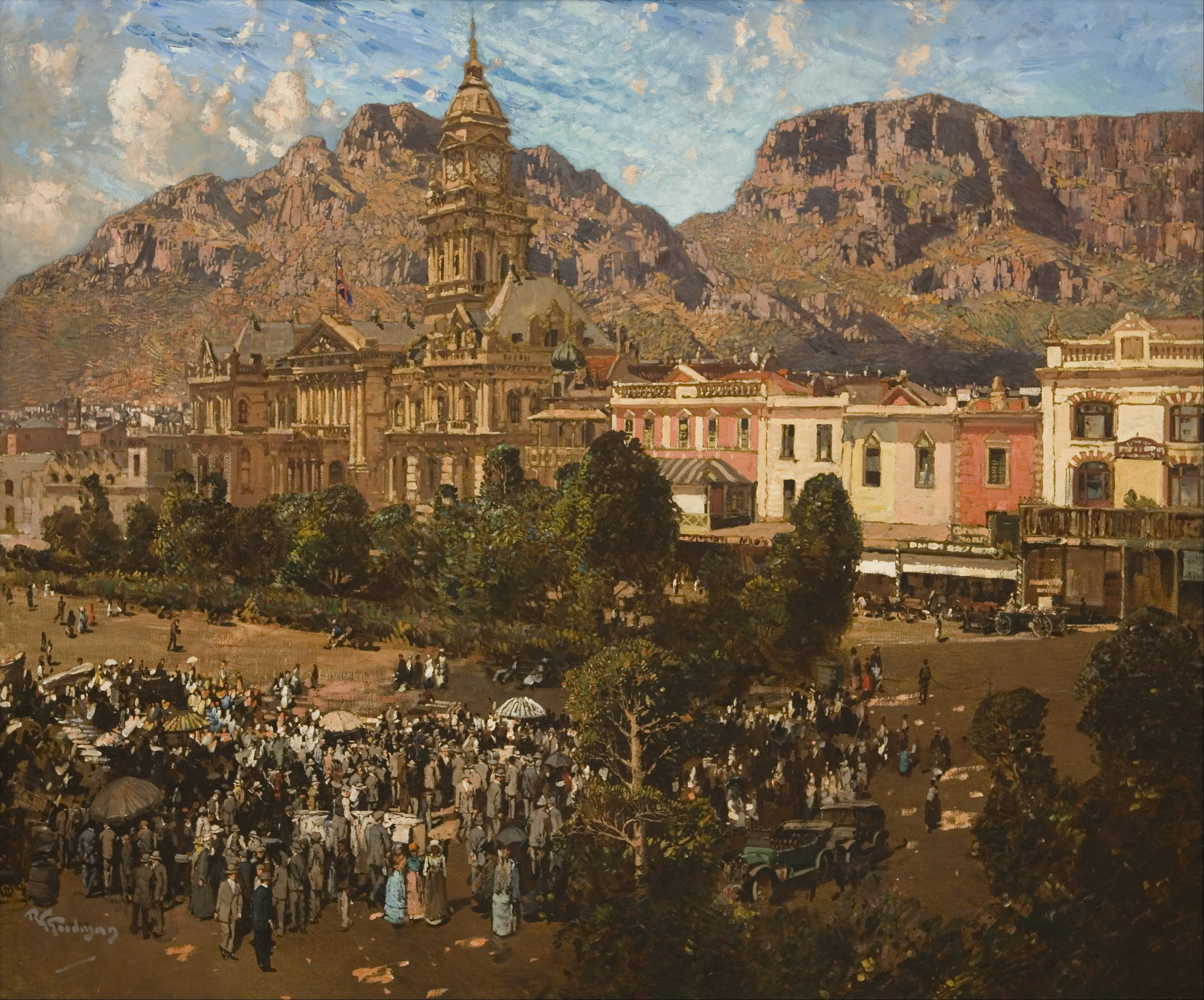
Robert Gwelo Goodman
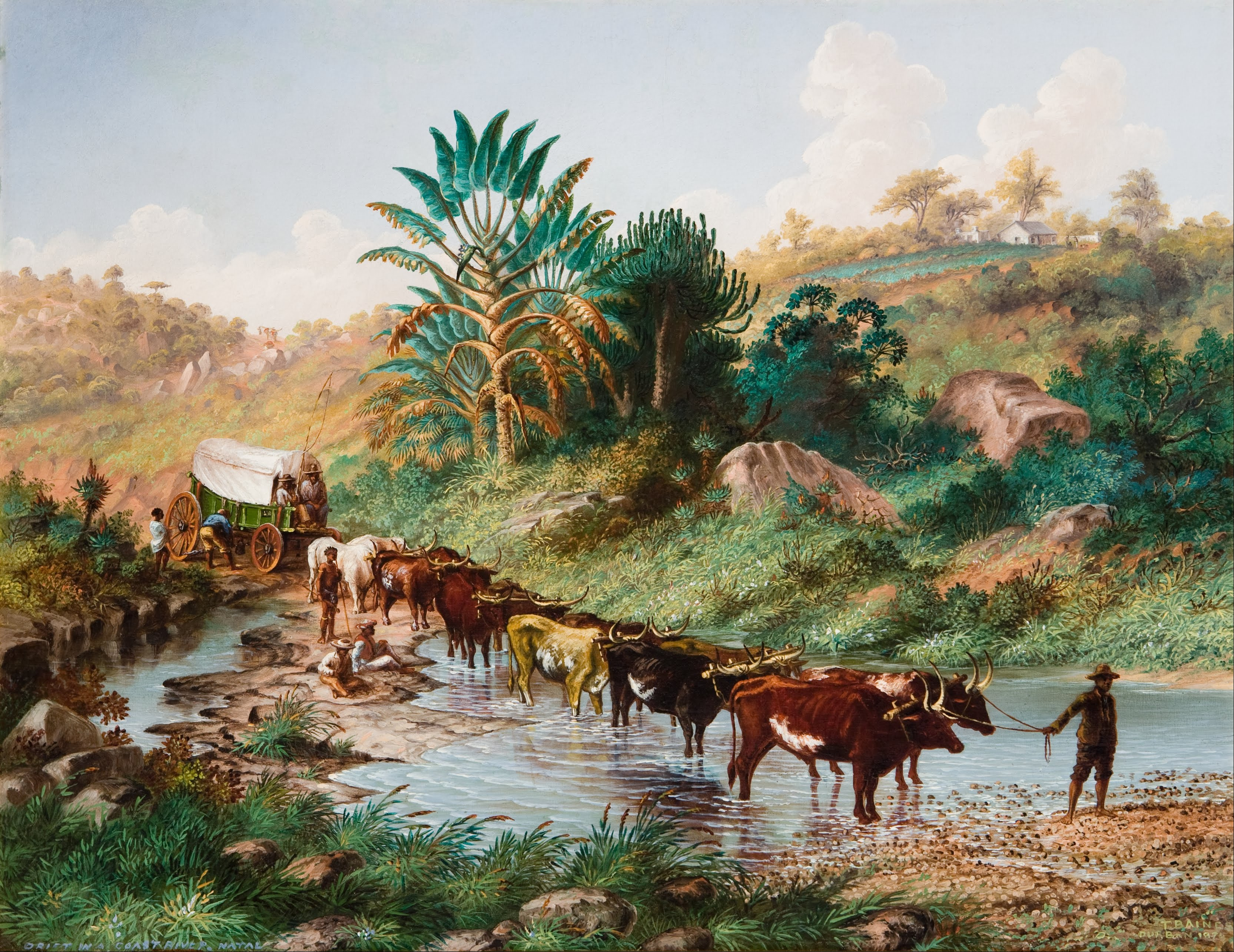
Thomas Baines
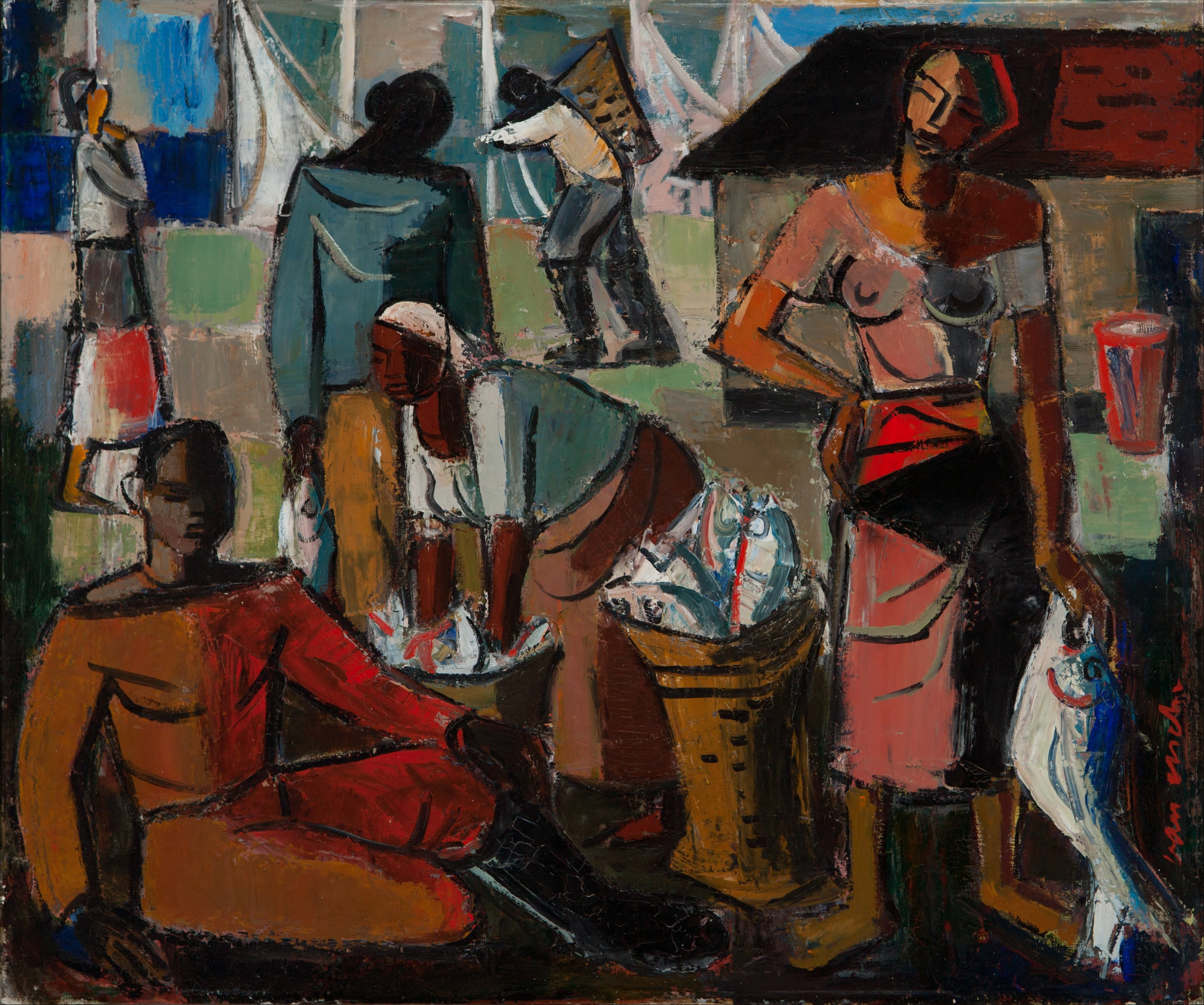
Wolf Kibel